# U-505
U-505 — большая океанская немецкая подводная лодка типа IX-C, времён Второй мировой войны. 
Заказ на постройку лодки был отдан 25 сентября 1939 года. Лодка была заложена на  верфи судостроительной компании «Deutsche Werft AG» в Гамбурге 12 июня 1940 года под строительным номером 295, спущена на воду 24 мая 1941 года, 26 августа 1941 года под командованием капитан-лейтенанта Акселя-Олафа Лёве вошла в состав учебной 4-й флотилии. 1 февраля 1942 года вошла в состав 2-й флотилии. Лодка совершила 12 боевых походов, в которых потопила 8 судов (45 005 брт). 
4 июня 1944 года U-505 была захвачена у западного побережья Африки эскортными эсминцами ВМС США USS Pillsbury, USS Chatelain, USS Flaherty, USS Jenks, USS Pope из группы «STG 22.3» при содействии самолёта типа «Wildcat» из авиагруппы эскортного авианосца USS Guadalcanal. Один член экипажа погиб, остальные 59 человек были взяты в плен. Захват U-505 с шифровальной машиной «Энигма» и неповреждёнными таблицами шифров к ней, а также секретными журналами, имел очень большое значение для расшифровки переговоров немецких субмарин.
В 1954 году подлодка была передана в Музей науки и промышленности Чикаго, где она и находится в настоящее время
.